# Fluopyram
Fluopyram ist eine chemische Verbindung aus der Gruppe der Pyridinyl-ethylbenzamide sowie ein Fungizid mit kurativer Wirkung aus der Klasse der SDH-Hemmer (Hemmung des Komplex II der Atmungskette). Fluopyram wird zur Saatgutbeizung sowie gegen Pilzkrankheiten wie Grauschimmelfäule (Botrytis), Echtem Mehltau, Apfelschorf, Alternaria, Sclerotinia oder Monilinia eingesetzt. Es wird auch als Nematizid verwendet.

## Zulassung
Der Antrag auf Aufnahme in die Liste der durch die EU zugelassenen Pflanzenschutzmittelwirkstoffe wurde 2008 von Bayer CropScience gestellt. Im Sommer 2009 erkannte die EU-Kommission die grundsätzliche Vollständigkeit der Unterlagen an, was den Mitgliedsstaaten die Erteilung vorläufiger Zulassungen gestattet.
In der EU wurde 2013 die Verwendung von Fluopyram als Wirkstoff in Pflanzenschutzmitteln mit Wirkung zum 1. Februar 2014 genehmigt. Im Jahr 2024 wurde das Mittel in der EU erneut bis 2026 verlängert worden. Das Bündnis für eine enkeltaugliche Landwirtschaft (BEL) geht juristisch gegen die verlängerte Genehmigung vor.
Pflanzenschutzmittel-Produkte mit diesem Wirkstoff sind in einer Reihe von EU-Staaten, unter anderem in Deutschland und Österreich sowie der Schweiz zugelassen. Die Handelsnamen in Deutschland sind Luna Experience und Luna Privilege.
Im Juli 2025 widerrief Dänemark die Zulassung von 23 Pflanzenschutzmitteln mit Fluopyram und fünf weiteren PFAS-haltigen Wirkstoffen, weil diese im Boden und Grundwasser zu Trifluoressigsäure abgebaut werden können, mit Fristen bis Ende 2025 bzw. September 2026.

## Wirkung auf Nichtziele
In der Schweiz, unter anderem im Kanton Aargau, kam es zu Schäden an Weinreben, nachdem das von Bayer produzierte Mittel „Moon Privilege“, das Fluopyram enthält, 2014 eingesetzt worden war. In den daraus resultierenden Rechtsstreits zahlte der Hersteller Entschädigungen in mittlerer sechsstelliger Höhe. In Deutschland erstritt ein Weinbaubetrieb ebenfalls einen Vergleich. 2021 kam die Studie einer Umweltorganisation zu dem Ergebnis, dass durch Abdrift und Verdunstung Pestizide, die in der Landwirtschaft eingesetzt werden, den Hausstaub umliegender Ortschaften belasten; Fluopyram zählte zu den gefundenen Fungiziden. Abdrift und Verdunstung führen auch zur Kontamination von Naturschutzgebieten: Im Rahmen einer Studie fand sich Fluopyram in allen untersuchten deutschen Gebieten (21).